# Bill Gates
William Henry Gates III, KBE (* 28. října 1955 Seattle, Washington), všeobecně známý jako Bill Gates, je americký podnikatel, investor a filantrop, někdejší spoluzakladatel společnosti Microsoft. Patří mezi nejbohatší lidi na světě, v listopadu 2023 činil jeho majetek 110 miliard dolarů.

## Životopis

### Původ a rodinný život
Bill Gates je synem Williama H. Gatese, Sr., původně firemního právníka (1925–2020), který se angažoval také pro Nadaci Billa a Melindy Gates. Jeho matka Mary Maxwell Gates zemřela v roce 1994 na rakovinu; byla učitelkou a posléze členkou správních rad First Interstate Bank a Pacific Northwest Bell a národní rady mezinárodní neziskové organizace United Way. Bill Gates má dvě sestry.
Gates byl od 1. ledna 1994 ženatý s Melindou Gates rozenou French, se kterou se seznámil v roce 1987, když jí bylo 23 let.
Jejich svatba se konala na Havaji. Mají spolu tři děti, Jennifer Katharine Gates (* 26. dubna 1996), Rory John Gates (* 23. května 1999) a Phoebe Adele Gates (* 14. září 2002). Bydlí ve velkém domě na kopci u jezera Washington v unijním státě Washington. Tento dům byl postaven „pro 21. století“ a obsahuje velké množství elektronických systémů.
Začátkem května 2021 manželé oznámili na Twitteru úmysl, že své manželství po 27 letech soužití ukončí. Budou však nadále spolupracovat při činnosti a rozvoji své společné nadace.
V roce 2001 uveřejnil redaktor Walter Isaacson v týdeníku Time zprávu, že Gates uzavřel ještě před sňatkem s Melindou French úmluvu, že může nadále trávit svoji pravidelnou jarní dovolenou s jinou ženou. Byla to (nebo doposud je) jeho přítelkyně od roku 1984, v současnosti 70letá podnikatelka a investorka Ann Winblad, která žije u Outer Banks ve státě Severní Karolína. Gates tuto zprávu nepopřel a jeho přítelkyně ji potvrdila.

### Vzdělání
Po dokončení šesté třídy základní školy přestoupil na exkluzivní soukromou střední školu Lakeside School. Na této škole měl možnost poprvé pracovat s počítačem a začal se učit programování. Několik studentů této školy, mezi nimiž kromě Gatese byl také Paul Allen, získalo od místní počítačové firmy možnost využívat zdarma (resp. za to, že pomohou hledat chyby v systému) její minipočítač PDP-10.
V 17 letech Gates za svůj program pro tvorbu školních rozvrhů získal 4200 dolarů, ve stejném roce on a Allen založili firmu Traf-O-Data, kde pracovali na systému pro analýzu dopravního provozu (systém používal procesor Intel 8008).
Po střední škole nastoupil v roce 1973 na Harvardovu univerzitu (kterou však nedokončil); na koleji bydlel na stejné chodbě jako Steve Ballmer. V průběhu studia vytvořil spolu s Allenem a spolužákem Monte Davidoffem původní interpret programovacího jazyka Altair BASIC pro počítač Altair 8800, což byl první komerčně úspěšný osobní počítač. Tento programovací jazyk byl založen na jednoduchém jazyku BASIC, který se na Dartmouth College používal pro výuku. Licenci prodali vynálezci výrobci počítače Altair, společnosti MITS (Micro Instrumentation and Telemetry Systems).

### Společnost Microsoft
V roce 1975 založil Gates společně s Paulem Allenem společnost Micro-Soft, ze které se později stala Microsoft Corporation. Původním účelem společnosti byl prodej jejich verze jazyka BASIC, nazvané Microsoft BASIC, i jiným firmám než byla MITS. Komerční úspěch tohoto produktu byl základem zdařilého rozvoje společnosti. Ve třetím ročníku se proto Gates rozhodl opustit školu a věnovat se pouze podnikání. Klíčový průlom přišel na konci 70. let, když se společnost IBM chystala ke vstupu na trh osobních počítačů se svým IBM PC (uvedeným v roce 1981). Gatesovi se podařilo firmě IBM prodat licenci na operační systém, který zakoupil od místního výrobce počítačů. Operační systém MS-DOS se později stal de facto standardem v oblasti osobních počítačů. Partnerství s IBM, které skončilo až neshodami při vývoji operačního systému OS/2, mělo zásadní vliv pro rozvoj společnosti a vyneslo Microsoftu vedoucí postavení v oboru.
V roce 1980 pověřil Gates svého přítele ze studií Steva Ballmera, který v té době pracoval u velké firmy Procter & Gamble, aby vedl obchodní stránku podnikání Microsoftu. Ballmer a Gates byli posléze společně úspěšní při rozšiřování firemního záběru; v mnoha segmentech trhu se Microsoftu podařilo vypracovat se do pozice jedničky a na této pozici se pevně udržet. Některé postupy Microsoftu a jeho vedení však vzbudily kontroverzní reakce a podezření z porušení zákonů; v několika případech soudy jejich jednání dokonce zhodnotily jako nezákonné.[zdroj?] V roce 2000 předal Gates pozici generálního ředitele a předsedy představenstva Microsoftu (CEO) Stevu Ballmerovi a vyhradil si nově vytvořenou funkci „hlavního softwarového architekta“.
Roku 2005 byl Gatesovi britskou královnou Alžbětou II. udělen rytířský čestný řád (KBE). V roce 2006 oznámil, že v průběhu následujících dvou let opustí všechny manažerské funkce ve firmě a od července 2008 se hodlá plně věnovat jen své nadaci a v Microsoftu bude fungovat pouze jako předseda správní rady a poradce. Učinil tak na počátku roku 2008, kdy se symbolicky rozloučil se svou manažerskou funkcí na veletrhu CES v Las Vegas.

## Nadace Billa a Melindy Gatesových
Manželé Bill a Melinda Gatesovi založili nadaci, která je nazvána jejich jmény (Bill and Melinda Gates Foundation). Tato nadace je považována za největší soukromou charitativní nadaci na světě. Rozděluje peníze na univerzitní stipendia pro zástupce menšin, prevenci AIDS, boj s nemocemi, které ohrožují hlavně země třetího světa, a další účely. V současné době financuje tato nadace 90 % celého projektu eradikace dětské obrny, neboť Světová zdravotnická organizace již přesunula financování na další nemoci. V červnu 1999 darovali Gates a jeho manželka této nadaci 5 miliard dolarů, což je historicky absolutně největší jednorázový dar od žijící osoby. Gates daroval přes 100 milionů dolarů na pomoc dětem postiženým AIDS. 26. ledna 2005 oznámila nadace, že darovala dalších 750 milionů dolarů mezinárodnímu Fondu pro vakcíny, který bojuje s nemocemi jako např. černý kašel, spalničky, dětská obrna a žlutá zimnice. V roce 2005 byl Gates spolu se svou manželkou a zpěvákem Bonem vyhlášen časopisem TIME osobností roku. V roce 2025 Gates uvedl, že chce do roku 2045 věnovat 99 % svého majetku své nadaci s tím, že většina finančních prostředků má jít na zlepšení vzdělání a zdravotnictví v Africe.

## Majetek
Bill Gates se dlouhodobě vyskytuje v seznamu nejbohatších lidí světa. Podle časopisu Forbes a jeho seznamu „Nejbohatší lidé světa“ byl majetek Billa Gatese:
| Rok              | 1994 | 1995 | 1996 | 1997 | 1998 | 1999 | 2000 | 2001 | 2002 | 2003 | 2004 | 2005 | 2006 | 2007 | 2008 | 2009 | 2010 | 2011 | 2012 | 2013 | 2014 |
| ---------------- | ---- | ---- | ---- | ---- | ---- | ---- | ---- | ---- | ---- | ---- | ---- | ---- | ---- | ---- | ---- | ---- | ---- | ---- | ---- | ---- | ---- |
| Majetek (mld. $) | 9,4  | 12,9 | 18,5 | 36,4 | 51,0 | 90,0 | 60,0 | 58,7 | 52,8 | 40,7 | 46,6 | 46,5 | 50,0 | 56,0 | 58,0 | 40,0 | 53,0 | 56   | 61   | 67   | 80,6 |
| Umístění         | 1.   | 1.   | 1.   | 2.   | 1.   | 1.   | 1.   | 1.   | 1.   | 1.   | 1.   | 1.   | 1.   | 1.   | 3.   | 1.   | 2.   | 2.   | 2.   | 2.   | 1.   |

## Vyznamenání
- čestný rytíř-komandér Řádu britského impéria – Spojené království, 2. března 2005[32]
- plaketa Řádu aztéckého orla – Mexiko, 2006
- velkokříž Řádu prince Jindřicha – Portugalsko, 5. ledna 2006[33]
- Prezidentská medaile svobody – USA, 22. listopadu 2016 – udělil prezident Barack Obama[34]
- komandér Řádu čestné legie – Francie, 2017[35]

## Zajímavosti
- V roce 1994 zakoupil Gates Leicesterský kodex, sbírku prací Leonarda da Vinci, v současnosti jsou zapůjčeny v Seattleském muzeu umění.
- Podle časopisu Forbes věnoval Gates sponzorský dar pro volební kampaň George W. Bushe ve volbách 2004.
- Při návštěvě Bruselu 4. února 1998 hodil belgický aktivista Noël Godin Gatesovi do obličeje šlehačkový dort.[36]
- Bill Gates je nadšený vyznavač myšlenek Warrena Buffetta.
- Bill Gates je také vášnivým milovníkem automobilů – mezi jeho největší klenoty patří nadčasové Porsche 959 z roku 1984.
- Gates navštívil Česko celkem čtyřikrát – v letech 1994, 2001, 2004 a 2005. Při poslední návštěvě kromě setkání s prezidentem Václavem Klausem mimo jiné představil projekt EuroScience na podporu výzkumu a vývoje.[37]
- v září 2017 se Bill Gates přiznal, že přešel na telefon s Androidem, ale že si do něj nainstaloval mnoho aplikací od Microsoftu[38]
- V roce 2013 provedla Nadace Gatesových výzkum týkající se knihovní sítě ve státech Evropské unie. V tomto srovnání byla ČR vyhodnocena jako země s nejhustší síti veřejných knihoven. Na 10 000 obyvatel ČR připadlo více než pět poboček knihoven, zatímco unijní průměr je pouze něco málo přes jednu pobočku.[39]